# The Journal of American History
Pour les articles homonymes, voir JAH.
The Journal of American History (JAH) est la revue académique officielle de l'Organization of American Historians. Elle couvre l'histoire américaine et a été créée en 1914 sous le nom de Mississippi Valley Historical Review ; il s'agit alors de la revue officielle de la Mississippi Valley Historical Association. En 1964, après la publication de son cinquantième volume, qui voit la direction de la revue changer, son nom devient The Journal of American History.
Le journal est situé à Bloomington (Indiana), où il a des liens étroits avec le département d'histoire de l'université de l'Indiana. Il est publié tous les trimestres (en mars, juin, septembre et décembre) par l'Oxford University Press.

## Directeurs de la publication
Voici les directeurs de la publication successifs de la revue, sous ses différents noms.

### Proceedings of the Mississippi Valley Historical Association
- Benjamin F. Shambaugh (1908–1914)

### Mississippi Valley Historical Review
- Clarence W. Alvord (1914–1923)
- Lester B. Shippee (1923–1924)
- Milo M. Quaife (1924–1930)
- Arthur C. Cole (1930–1941)
- Louis Pelzer (1941–1946)
- Wendell H. Stephenson (1946–1953)
- William C. Binkley (1953–1963)
- Oscar O. Winther (1963–1964)

### Journal of American History
- Oscar O. Winther (1964–1966)
- Martin Ridge (1966–1978)
- Lewis Perry (1978–1984)
- Paul Lucas (1984–1985)
- David Thelen (1985–1999)
- Joanne Meyerowitz (en) (1999–2004)
- David Nord (2004–2005)
- Edward T. Linenthal (2005–présent)